# Humes Gesetz
Als Humes Gesetz (auch humesches Gesetz oder Sein-Sollen-Dichotomie) wird ein metaethisches Prinzip bezeichnet, wonach nicht von einem Sein auf ein Sollen geschlossen werden kann bzw. eine Menge rein deskriptiver Aussagen nicht ohne weiteres auf normative oder präskriptive Aussagen logisch verweist.

## Historische Formulierung durch David Hume
Humes Gesetz bezieht sich als Kurztitel auf ein Argument des schottischen Philosophen und Historikers David Hume (1711–1776). Er hob hervor, dass alle ihm bekannten Systeme philosophischer Ethik von beschreibenden Aussagen über das, was ist (Sein) bzw. nicht ist, übergehen auf Aussagen, was sein sollte bzw. nicht sein sollte. Beide Typen von Aussagen seien jedoch ganz verschiedenartig. Eine Deduktion von ersteren auf letztere sei schlichtweg unbegreiflich.

In every system of morality, which I have hitherto met with, I have always remark’d, that the author proceeds for some time in the ordinary ways of reasoning, and establishes the being of a God, or makes observations concerning human affairs; when of a sudden I am surpriz’d to find, that instead of the usual copulations of propositions, is, and is not, I meet with no proposition that is not connected with an ought, or an ought not. This change is imperceptible; but is however, of the last consequence. For as this ought, or ought not, expresses some new relation or affirmation, 'tis necessary that it shou’d be observ’d and explain’d; and at the same time that a reason should be given; for what seems altogether inconceivable, how this new relation can be a deduction from others, which are entirely different from it [...] (I) am persuaded, that a small attention wou’d subvert all the vulgar systems of morality, and let us see, that the distinction of vice and virtue is not founded merely on the relations of objects, nor is perceiv’d by reason.

„Bei jedem System der Moral, das mir bislang begegnet ist, habe ich stets festgestellt, dass der Autor eine gewisse Zeit in der üblichen Argumentationsweise fortschreitet und begründet, dass es einen Gott gibt, oder Beobachtungen über menschliches Verhalten trifft; dann plötzlich stelle ich überrascht fest, dass anstatt der üblichen Satzverknüpfungen, nämlich ‚ist‘ und ‚ist nicht‘, ich nur auf Sätze stoße, welche mit ‚soll‘ oder ‚soll nicht‘ verbunden sind. Diese Änderung geschieht unmerklich. Sie ist jedoch sehr wichtig. Dieses ‚soll‘ oder ‚soll nicht‘ drückt eine neue Verknüpfung oder Behauptung aus. Darum muss sie notwendigerweise beobachtet und erklärt werden. Zugleich muss notwendigerweise ein Grund angegeben werden für dies, was vollständig unbegreiflich erscheint: Wie nämlich diese neue Verknüpfung eine logische Folgerung sein kann von anderen, davon ganz verschiedenen Verknüpfungen [...] Ich bin der Überzeugung, dass eine solche geringfügige Aufmerksamkeit alle gewohnten Moralsysteme umwerfen würde. Sie würde uns außerdem zeigen, dass die Unterscheidung von Laster und Tugend nicht nur auf den Verhältnissen von Objekten gründet und auch nicht mit der Vernunft wahrgenommen wird.“

Dieser ironischen Nebenbemerkung in A Treatise of Human Nature (1739–1740) zufolge unterliegen Humes moralphilosophische Zeitgenossen einem Fehlschluss. Dem Leser wird empfohlen, aufmerksam darauf zu achten, ob eine Erklärung oder Begründung für ihre Schlüsse von Beschreibungen auf Sollensaussagen angeführt wird.
Während Hume dahingehend verstanden werden kann, dass eine solche Schlussfolgerung prinzipiell ausgeschlossen ist, bildet die Frage, ob und wie man derartige Schlussfolgerungen tatsächlich begründen könnte, ein weiterhin wichtiges Thema der Metaethik, die oft mit dem Kurztitel Sein-Sollen-Problem bezeichnet wird.
Hume begründet sein Gesetz mit der Unterteilung des Bewusstseins in Vernunft (reason) und Wille. Die Aufgabe der Vernunft ist eine Übereinstimmung von Überzeugung und Wirklichkeit, anders gesagt die Erkenntnis von Wahrheit. Der Wille dagegen ist darauf ausgerichtet, die Wirklichkeit nach Wünschen und Absichten zu gestalten und besitzt eine motivierende Komponente menschlichen Handelns. Die Vernunft ist ohne motivierende Kraft, der Wille andererseits richtet sich nicht nach einer objektiven Wahrheit.
Humes Trennung von Wille und Vernunft führt ihn zu der Auffassung, dass „Sollen“ eine Beteiligung des Willens voraussetzt, da es sonst keine handlungsleitende Funktion haben kann. Andererseits haben moralische Urteile, da sie also nicht allein der Vernunft entspringen, keine Entsprechung in den Tatsachen und werden auch nicht völlig mit diesen zur Übereinstimmung gebracht. Im alltäglichen Gebrauch vorkommende ethische Begriffe und Urteile haben hingegen stets beschreibenden wie vorschreibenden Gehalt.

## Abgrenzung zum „naturalistischen Fehlschluss“
Humes Gesetz wird häufig so interpretiert, dass es den sogenannten naturalistischen Fehlschluss verbietet. Trotz enger Verwandtschaft (aus beiden folgt die Unzulässigkeit des Schlusses von Sein auf Sollen) sind die These des naturalistischen Fehlschlusses und Humes Gesetz zu unterscheiden. So ist Humes Gesetz eine These über die logische Struktur ethischer Begründungsformen, während der naturalistische Fehlschluss eine These über die Semantik des Adjektivs „gut“ ist. Dieses sei nämlich undefinierbar und somit auch nicht auf naturalistische Begriffe reduzierbar. Humes Gesetz hält fest, dass ein Übergang von deskriptiven zu normativen Aussagen durch rein logische Ableitungen nicht möglich ist; damit ist aber nicht ausgeschlossen, dass es normative Sätze gibt, die natürlichen Eigenschaften Wertqualitäten zuordnen, oder dass es normative Sätze gibt, die bestimmte Sollensaussagen unter die Bedingung bestimmter Ist-Aussagen stellen. Unter Hinzunahme solcher Sätze (Brückenprinzipien) ist durchaus ein Übergang von Sein zum Sollen möglich. Allerdings ist er eben nur dann legitim, wenn das verwendete normative ‚Brückenprinzip‘ bereits als geltend anerkannt wurde. Eine Legitimation von Sollen überhaupt nur aus dem Sein ist damit nicht möglich, sondern nur aus anderem Sollen.
Nach George Edward Moore sind solche Brückenprinzipien wegen des Arguments der offenen Frage jedoch unzulässig. Für Moore ist daher jeder Übergang vom Sein zum Sollen, den er vor allem naturalistischen Ethiken, aber auch metaphysischen Ethiken unterstellt, ein naturalistischer Fehlschluss.

## Beispiele
- Dein Schreibtisch ist nicht ordentlich. Du solltest ihn deshalb aufräumen. (Implizites ‚Brückenprinzip‘: Du solltest deine Sachen ordentlich halten.)
- Löwen sind gefährlich. Löwen sollten daher getötet werden. (Implizites ‚Brückenprinzip‘: Du solltest dich keiner Gefahr aussetzen.)

## Skeptische Konsequenz?
Verbindet man das Sein-Sollen-Problem mit Humes Gabelung (der Idee, dass alle Wissensbereiche entweder auf (analytischer) Logik und Definitionen oder auf (empirischer) Erfahrung und Beobachtung beruhen), so wird die Gültigkeit normativer Aussagen fragwürdig. Wenn Sollens-Behauptungen weder in analytischen noch in empirischen Sätzen vorkommen können, so ist die Konsequenz, dass es kein moralisches Wissen gibt. Diese Problematik führte unter anderem zum moralischen Skeptizismus und zum Nonkognitivismus.
David Hume selbst sah die Wurzel moralischer Werte letztlich in Gefühl und Tradition. Er stellte aber auch fest, dass es für den Menschen letztendlich gleichgültig sei, welchen Ursprung seine moralischen Überzeugungen hätten (ob objektiv feststellbar oder nur in seiner subjektiven Weltsicht begründet), da sie für sein Verhalten die gleiche „Realität“, also die gleiche handlungsleitende Kraft besäßen.
Die Kritik an Humes Gesetz greift vor allem die Abgrenzbarkeit normativer und deskriptiver Begriffe an.
In der im 20. Jahrhundert bedeutsamen rechtsphilosophischen Schule des Rechtspositivismus, so etwa in der Reinen Rechtslehre von Hans Kelsen, wird allerdings die strenge Trennung von Sein und Sollen vorausgesetzt.